# Lodewijk van Opole
Lodewijk van Opole (circa 1450 - vermoedelijk 4 september 1476) was in 1476 korte tijd hertog van Opole, Brieg, Strehlitz en Falkenberg. Hij behoorde tot de Silezische tak van het huis Piasten.

## Levensloop
Lodewijk was de derde zoon van hertog Nicolaas I van Opole uit diens huwelijk Agnes, dochter van hertog Lodewijk II van Brieg. Hij werd vernoemd naar zijn grootvader langs moederszijde. 
In 1466 werd hij door zijn vader benoemd tot medehertog van Opole, Brieg, Strehlitz en Falkenberg. Een jaar later nam hij deel aan het Congres van Breslau, waar beslist werd om de oorlog te verklaren aan de Boheemse koning George van Podiebrad en de Poolse koning Casimir IV Jagiello uit te nodigen om de Boheemse troon in te nemen. Na de dood van zijn vader in 1476 erfde Lodewijk samen met zijn broers Jan II en Nicolaas II de hertogdommen Opole, Brieg, Strehlitz en Falkenberg.
Lodewijk overleed tussen 23 mei en 4 september 1476, ongehuwd en kinderloos. Het is niet bekend waar hij werd bijgezet, hoewel er met grote zekerheid van uitgegaan wordt dat hij werd bijgezet in de Franciscanenkerk van Opole. Zijn broers Jan II en Nicolaas II bleven over als co-hertogen van Opole.